# Dismember (virus máy tính)
Dismember là virus máy tính được phát hiện tháng 10 năm 1992. Nó có nguồn gốc từ Thụy Điển. Virus là loại không cư trú, nhiễm trực tiếp vào tập tin.COM, bao gồm COMMAND.com.